# Denominação de origem
A denominação de origem (em francês: appellation d'origine) é a designação atribuída em vários países aos vinhos originários e tradicionalmente produzidos numa dada região, cuja qualidade ou caraterísticas se devem essencial ou exclusivamente aos fatores naturais e humanos do meio geográfico, e também a outros produtos — agrícolas ou não — que atendam a esse critério.
O vinho é o produto que detém os principais sistemas de denominação de origem atualmente consolidados. Com relação a essa bebida, todo o processo de produção é sujeito a um controle rigoroso em todas as suas fases, desde a vinha até ao consumidor final, para que possa beneficiar da designação.

## História
As referências mais antigas a denominação de origem vêm da Bíblia, em que o "vinho de Samaria", o "vinho de Carmelo", o "vinho de Jezreel" ou o "vinho de Helbon" são mencionados. Esta tradição da denominação de origem continuou pela Antiguidade e pela Idade Média, apesar de não ser sancionada por lei.
Historicamente, e ainda no campo da vinicultura, o primeiro sistema de classificação de vinhas do mundo foi introduzido em Tokaj-Hegyalja, no Império dos Habsburgos (hoje na Hungria), em 1730. Poucos anos depois, em 1756, o Marquês de Pombal definia a Região Demarcada do Douro para proteger e promover a produção do Vinho do Porto.

## Denominações de origem por país
- África do Sul: Wine of Origin
- Austrália: Australian Geographical Indications[5]
- Brasil: Indicação geográfica (IG), que subdivide-se em indicações de procedência e denominações de origem
- Canadá: Vintners Quality Alliance
- Chile: Denominación de Origen (DO) e Indicación Geográfica (IG), sendo a DO um tipo especial de IG[6]
- Estados Unidos: American Viticultural Area
- União Europeia: Denominação de origem protegida (DOP), Indicação Geográfica Protegida (IGP) e Especialidade Tradicional Garantida (ETG)[7]
- Alemanha: Qualitätswein bestimmter Anbaugebiete (QbA)
- Áustria: Districtus Austria Controllatus
- Espanha: Denominación de Origen (DO)
- França: Appellation d'origine contrôlée (AOC)
- Grécia: ονομασία προελεύσεως ελεγχομένη
- Itália: Denominazione di origine controllata
- Portugal: Denominação de origem controlada (DOC)
- Reino Unido: Quality Wine Scheme[8]
- Roménia: Denumire de Origine Controlată[9]

## Europa

### Alemanha
A classificação geográfica alemã para vinhos, Qualitätswein bestimmter Anbaugebiete (QbA), é equivalente à segunda classificação francesa, Vin Délimité de Qualité Superieure (inferior à Appellation d'Origine Contrôlée — AOC). Isso porque a classificação de vinhos de maior prestígio nesse país, Qualitätswein mit Prädikat (QmP), é baseada na maturação das uvas, independentemente da sua origem geográfica.
Esse rebaixamento da denominação de origem torna a Alemanha um caso atípico entre os países produtores de vinho.

### França

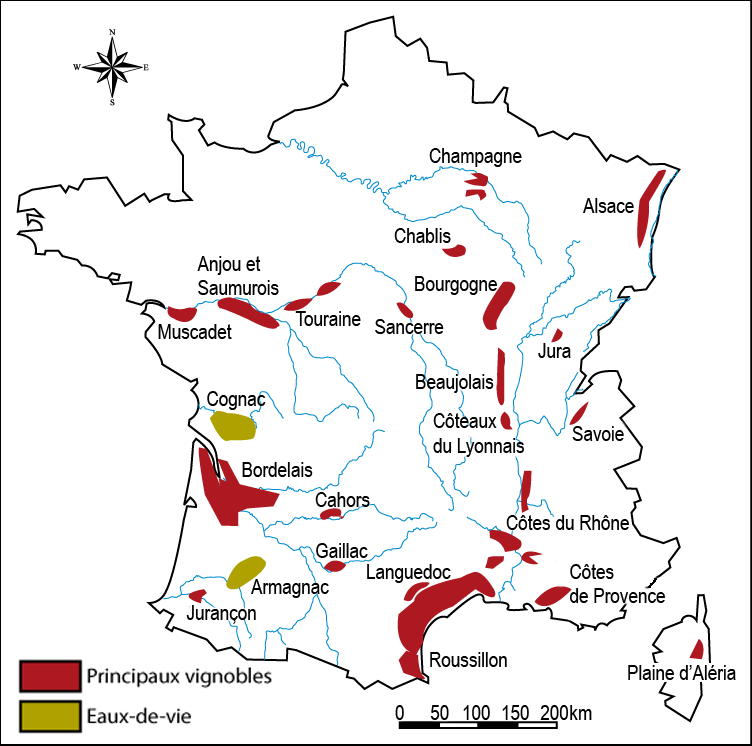
Regiões vinícolas francesas

Appellation d'origine contrôlée ou AOC é um certificado francês que leva em conta a localização geográfica da produção de certas culturas como vinhos, queijos, manteiga e outros produtos agrícolas todos sob a fiscalização do Institut National des Appellations d'Origine (INAO), na dependência do Ministério da Agricultura francês.
Os vinhos certificados como AOC são produzidos em terroirs delimitados, são sempre muito conceituados e satisfazem a normas de produção muito estritas, definidas por decreto. Determina a tradição que eles estabeleçam os rendimentos, um grau mínimo de alcoolização e as condições de envelhecimento. São mais de 400 vinhos de denominação de origem controlada na França. Entre os AOCs encontramos outras classificações como Supérieur, Premières Crus, Deuxièmes Crus, Crus Bourgeois e outros na região de Bordéus ou os Crus e Grands Crus da Borgonha.
O INAO foi criado em 1935 para gerir a produção de vinho francês e concedeu a primeira Appellation d'origine contrôlée em 1937, a Côtes du Rhône. O selo AOC foi objeto de diversos diplomas legais franceses nas décadas de 1950, 60 e 70. No entanto, muito antes da existência do INAO, já o champanhe tinha controlo de origem e gozava de proteção legal desde o Protocolo de Madrid (1891) que estipulava que apenas o vinho espumante produzido na região vinícola de Champanhe, observando os padrões definidos, podia ser apropriadamente designado por champanhe. Este direito foi confirmado pelo Tratado de Versalhes após a Primeira Guerra Mundial.
Os Vinhos de Qualidade Produzidos em Regiões Determinadas (VQPRD) franceses são os seguintes:
- AOC — Appellation d'Origine Contrôlée: vinhos provenientes de uma determinada área a partir de certas castas e de acordo com métodos estabelecidos.
- VDQS — Vin Délimité de Qualité Superieure: menos restritivo do que a AOC, normalmente usado em pequenas áreas ou como preparação para uma possível "promoção" a AOCs.

Para além dos VQPRD, em França existem ainda mais duas categorias referentes a vinhos: Vin de Pays (vinho regional) e Vin de Table (vinho de mesa).

### Itália

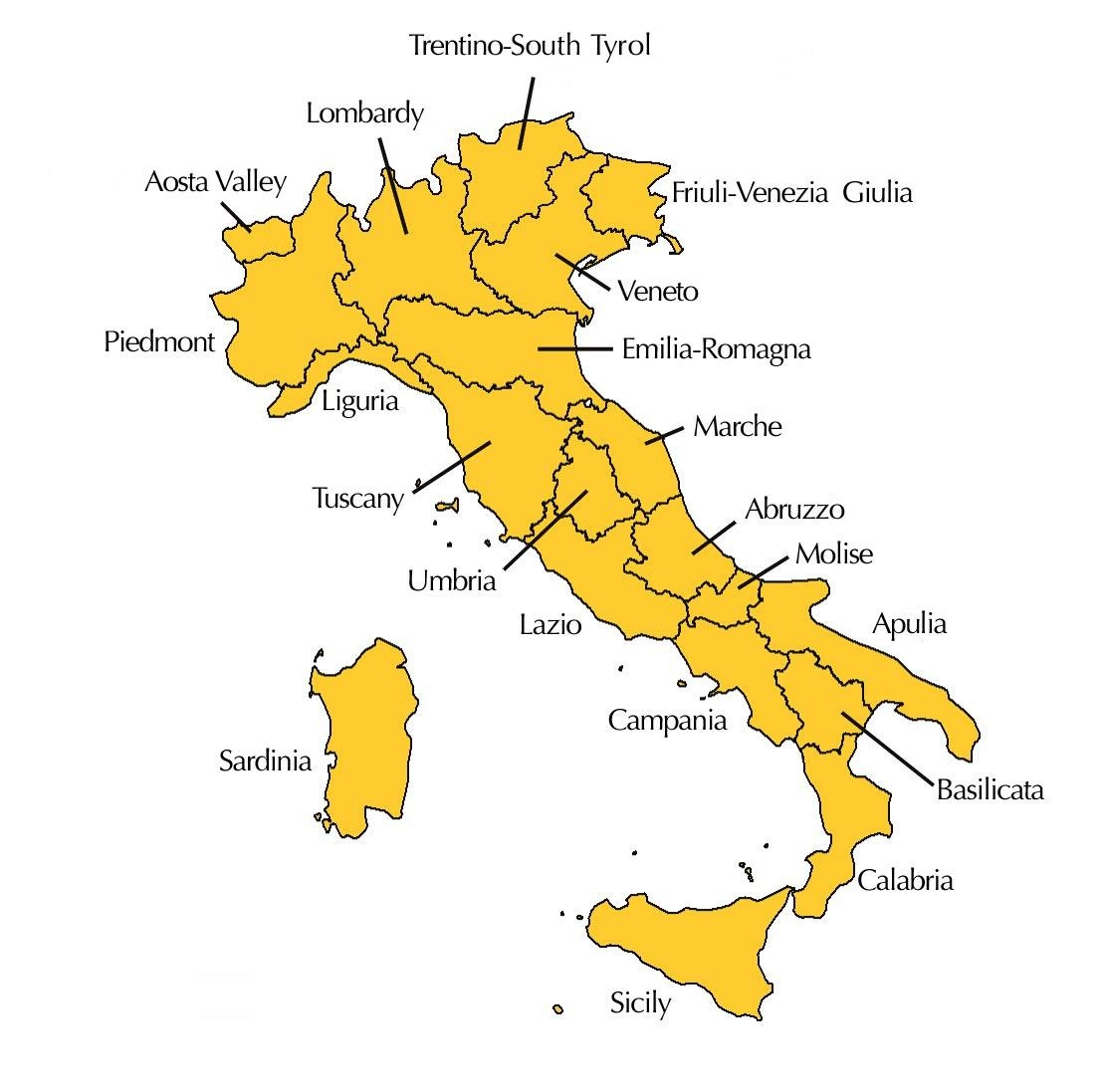
Regiões vinícolas italianas

Denominazione di origine controllata é o rótulo italiano de certificação da qualidade de produtos alimentares, especialmente de vinhos. É inspirado no AOC francês. Foi instituído em 1963 e profundamente alterado em 1992, em observância à legislação da União Europeia da Denominação de Origem Protegida que entrou em vigor nesse ano. Existem três níveis de classificação:
- DOC — Denominazione di Origine Controllata
- DOCG — Denominazione di Origine Controllata e Garantita
- DO — Denominazione di Origine

Todos os três requerem que o produto alimentar seja produzido numa região específica, utilizando métodos que obedeçam a determinados padrões de qualidade. As regiões DOCG são subdivisões das regiões DOC que produzem produtos excecionais que têm que cumprir patamares de qualidade ainda mais elevados do que produtos idênticos da região DOC vizinha.
A identificação DOCG foi criada porque muitos responsáveis da indústria alimentar italiana entenderam que a denominação DOC era atribuída de forma demasiadamente permissiva. Uma diferença significativa, por exemplo, é que os vinhos rotulados como DOCG são analisados e provados por técnicos do estado antes do engarrafamento. Para evitar manipulação posterior, as garrafas de vinho DOCG são seladas com um rótulo estatal numerado.
Para além dos VQPRD, em Itália existem ainda as categorias referentes a vinhos Indicazione Geografica Tipica (vinho regional) e o Vino da Tavola (vinho de mesa).

### Espanha

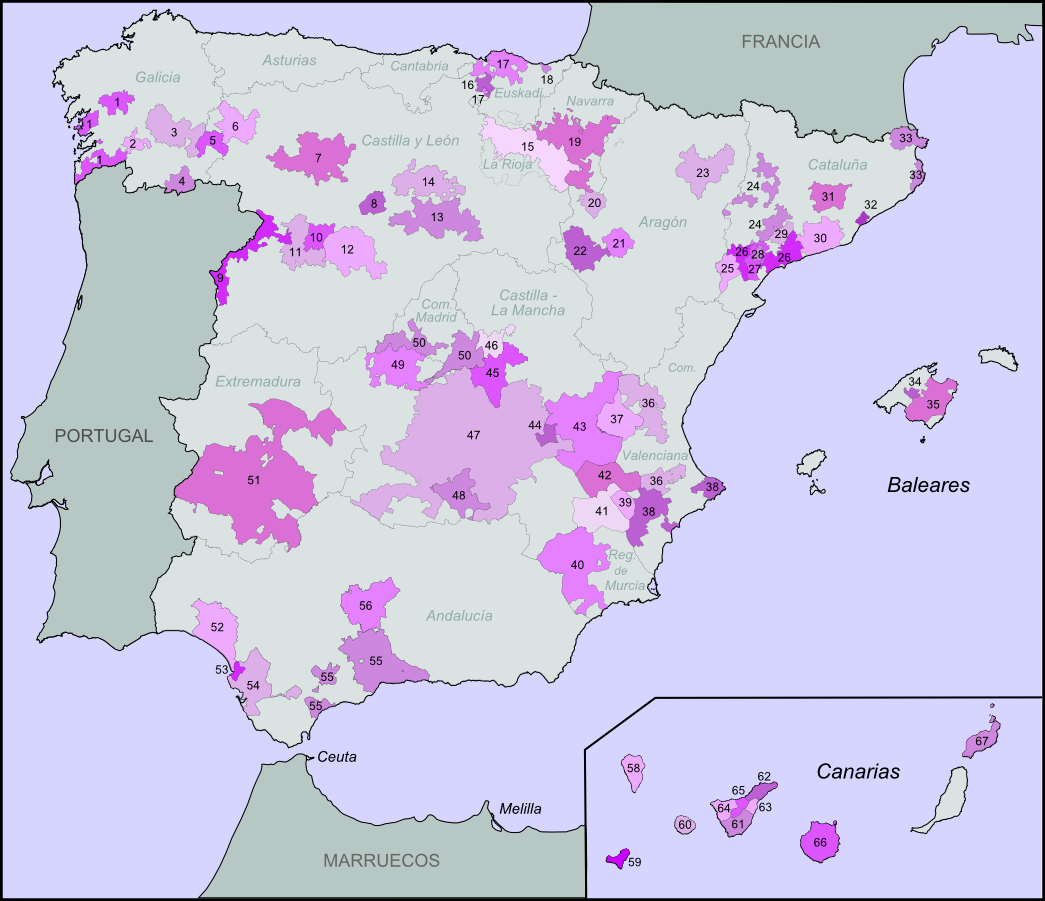
Denominações de origem espanholas

Denominación de Origen é o sistema de classificação de produtos alimentares espanhóis, com particular incidência nos vinhos. É inspirado nas Appellations d'Origine Contrôlée de 1935 francesas e no sistema italiano de 1963, apesar da classificação dos vinhos da Rioja (1925) e o Xerez (1933) precederem a criação do sistema.
Apesar da importância do vinho na cultura espanhola, só no século XVII, quando as autoridades legislativas se começaram a interessar por questões como a saúde pública, a ordem pública e a regulação económica, é que foram formuladas leis específicas sobre o vinho, primeiro proibindo-o, depois encorajando-o e, por fim, regulando a sua produção, comercialização e consumo. Ao longo dos séculos XVIII e XIX foram publicados decretos avulsos, mas durante a década de 1920 foram feitos esforços reais de criar uma classificação geral na linha do sistema francês das AOC. Após o estabelecimento da Rioja como a primeira denominación espanhola em 1925, o Estatuto de Vino de 1932 coincide com o reconhecimento nacional e internacional de Jerez de la Frontera, a região produtora do xerez. Em 1970 a Ley del Vino y de los Alcoholes substituiu o Estatuto, mas só em março de 1996 é que a Espanha adotou um sistema consistente com a legislação europeia.
Em 2007, a Espanha tinha 134 regiões vinícolas reconhecidas por meio de denominações de origem. A hierarquia das denominações espanholas de vinhos é a seguinte:
- DO de Pago — Denominación de Pago: quintas individuais de reputação internacional.
- DOCa/DOQ — Denominación de Origen Calificada (Denominació d'Origen Qualificada, em catalão): regiões vinícolas de alta qualidade.
- DO — Denominación de Origen: congrega a grande maioria das regiões de vinhos de qualidade.
- VCPRD — Vino de Calidad Producido en Región Determinada: regulação menos restrita com origem geográfica específica.

Sem estatuto de VQPRD, existem os vinhos das categorias Vinos de la Tierra (vinhos regionais) e Vinos de Mesa (vinhos de mesa).

### Portugal

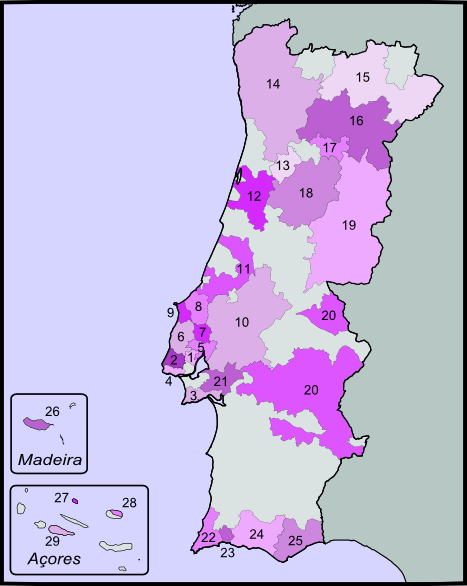
Denominações de origem portuguesas

A Denominação de Origem Controlada (DOC) é o sistema de denominação de origem protegida utilizado para vinhos, queijos, manteigas e produtos agrícolas portugueses. Para além de proteger a designação de origem, a DOC também procura assegurar o nível qualitativo dos vinhos associados a determinada região, designadamente estabelecendo as castas autorizadas e recomendadas, os métodos de vinificação, o teor alcoólico mínimo, os rendimentos por hectare e os período de envelhecimento em garrafa ou em cascos de carvalho. Para garantir o cumprimento das normas estabelecidas, os produtores têm que submeter amostras dos seus vinhos às comissões vitivinícolas regionais.
Portugal foi o segundo país do mundo a criar uma região vinícola protegida, foi a Região Demarcada do Douro, criada em 1756 pelo Marquês de Pombal para assegurar a qualidade do Vinho do Porto. Após a adesão à União Europeia, em 1986, Portugal adotou um sistema idêntico aos congéneres francês, italiano e espanhol que substituiu as anteriores Regiões Demarcadas.
Os VQPRD (Vinhos de Qualidade Produzidos em Regiões Determinadas) portugueses são os seguintes:
- DOC — Denominação de Origem Controlada:  vinhos cuja produção está tradicionalmente ligada a uma região geograficamente delimitada e sujeita a um conjunto de regras consignadas em legislação própria.
- IPR — Indicação de Proveniência Regulamentada: vinhos que, embora gozando de características particulares, terão de cumprir todas as regras estabelecidas para a produção de vinhos de grande qualidade durante um período mínimo de cinco anos para poderem, então, passar à classificação de DOC.

Para além destes, existem ainda os seguintes:
- Vinho de Mesa — vinhos que não se enquadram nas designações DOC ou IPR, seja pela combinação de castas, vinificação ou outras características.
- Vinho Regional — vinhos de mesa produzidos com um mínimo de 85% de uvas de castas autorizadas provenientes de uma mesma região (Decreto-Lei n.º 309/91, de 17 de agosto).[13]

## África do Sul
Wine of Origin (WO) é a designação do sistema de denominação de origem dos vinhos da África do Sul, criado em 1973.
A vinha começou a ser plantada na África do Sul em 1659 e a produção tem-se concentrado em torno da Cidade do Cabo, com núcleos de vinhas e centros de produção em Paarl, Stellenbosch e Worcester. Presentemente existem na África do Sul três Geographical Units, divididas em Regions, que, por sua vez se subdividem em Districts e estes em Wards.
Um ward — existem cerca de 60 presentemente — é uma área com um tipo de solo e/ou de clima próprios e é equivalente às denominações de origem europeias. Um district pode incluir diversos terroirs, ao contrário de um ward. Isto explica a razão porque Cape Point, com apenas um produtor de vinho, é um distrito e não um ward.
Os vinhos WO são integralmente produzidos com uvas da região respetiva. Os vinhos de "Single vineyard" são produzidos a partir de uma área de até 5 hectares. Já um "Estate Wine" pode vir de quintas adjacentes, mas desde que a vindima seja simultânea e o vinho produzido no local. Os vinhos varietais WO têm que conter um mínimo de 85% da dita variedade (até 2006 bastava 75%). Cerca de 75 variedades estão atualmente aprovadas para vinhos WO.

## Austrália

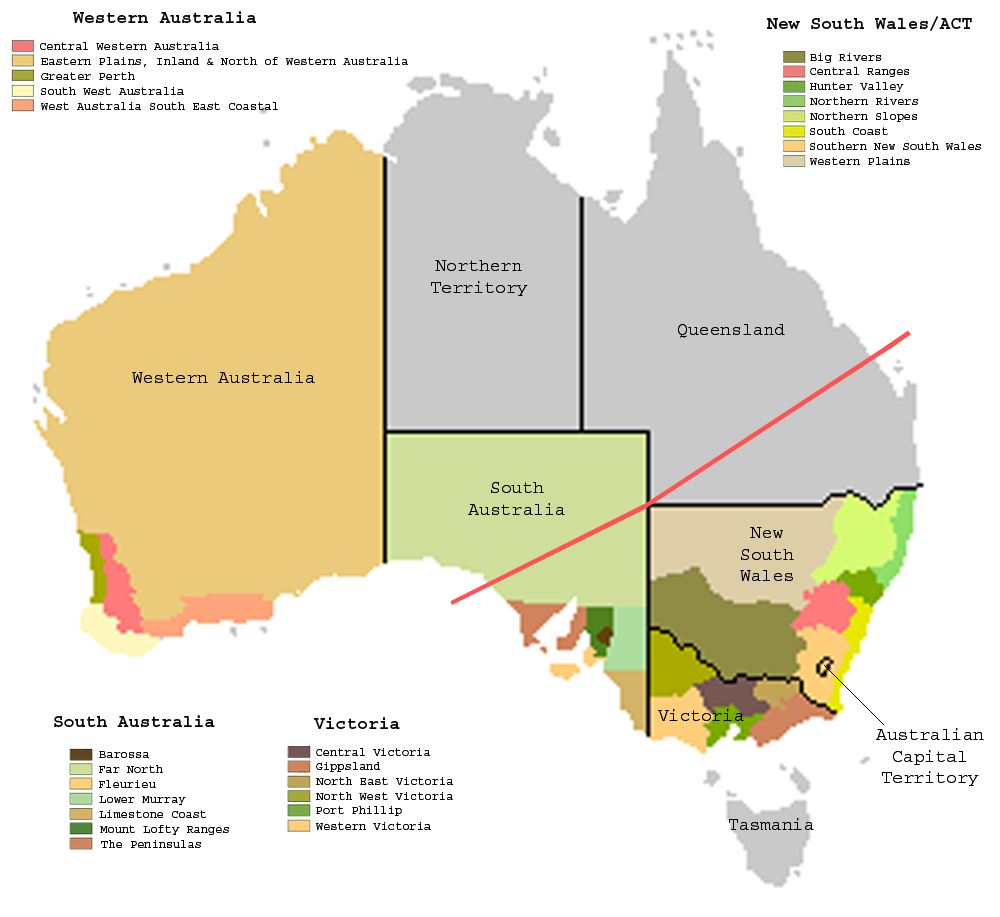
Zonas utilizadas para indicar a proveniência dos vinhos australianos

Geographical Indication (GI) é a designação oficial das zonas, regiões e sub-regiões vinícolas da Austrália.
Foram criadas para proteger a utilização dos nomes regionais à luz do direito internacional. A GI é um sistema idêntico à denominação de origem europeia, mas menos restritivo em termos de práticas vinícolas. Na verdade, a única restrição é que um vinho que ostente uma dada GI tem que ter entrado na sua composição um mínimo de 85% de uvas daquela região.
Para efeitos de uma cronologia desse sistema de denominação de origem, as primeiras tentativas para plantar videiras na Austrália datam de 1788, mas sem sucesso. Só em 1820 começa a produção de vinho australiano para consumo doméstico. O sistema da GI foi criado em 1993 para permitir à Austrália cumprir as exigências da União Europeia em termos de comércio de vinhos e proteção da propriedade intelectual.